# Prothylacynus
Genre
Prothylacynus est un genre  éteint de mammifères de l'ordre des Sparassodonta.